# 바가케라톱스
바가케라톱스(Bagaceratops)는 "작은 뿔이 달린 얼굴"이라는 의미 ("작다"는 의미의 몽골어 "바가" 와 "뿔 달린 얼굴"이라는 의미의 그리스어 "케라톱스" 의 합성어) 로 7200만 년 전~6600만 년 전에 지금의 몽골에 살던 각룡류 공룡의 한 속이다.
 공룡들 중에서는 늦게 나타난 편이지만 바가케라톱스는 해부학적으로 상당히 원시적이며 작은 몸집을 가지고 있어 초기의 각룡류들과 비슷한 형태이다.몸길이 약 1m 몸무게 약 22kg이다

## 특징

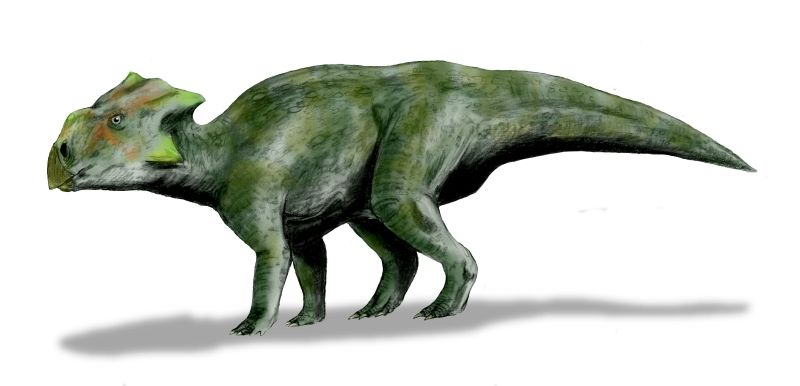
복원도

바가케라톱스는 성체의 몸길이가 1 미터, 키가 50 cm 정도였으며 약 22kg 정도의 몸무게를 가지고 있었을 것이다. 프릴은 작았고 위아래 턱에 각각 열 개 씩의 어금니와 비슷한 이를 가지고 있었으며 프로토케라톱스보다 더 삼각형에 가까운 얼굴을 가지고 있었다.
바가케라톱스는 비교적 늦게 진화했지만 초기 각룡류인 프로토케라톱스의 원시적인 특징들을 그대로 유지하고 있었다. 바가케라톱스와 프로토케라톱스는 매우 비슷하게 생겼는데, 둘 다 부리는 있고 이마의 뿔은 없었으며 주둥이에 뿔 비슷하게 튀어나와 있는 부위가 있었다.

## 발견과 종
최초의 바가케라톱스 화석은 1970년대 몽골과 폴란드 과학자들로 구성된 탐험대에 의해 고비 사막에서 발견되었으며 탐험을 이끌어떤 두 명의 과학자인 테레사 마리안스카와 할스카 오스몰스카에 의해 1975년에 보고되었다. 이 중 몇몇 바가케라톱스 표본들은 폴란드의 바르샤바에 있는 고생물학 연구소에 보관되어 있다.

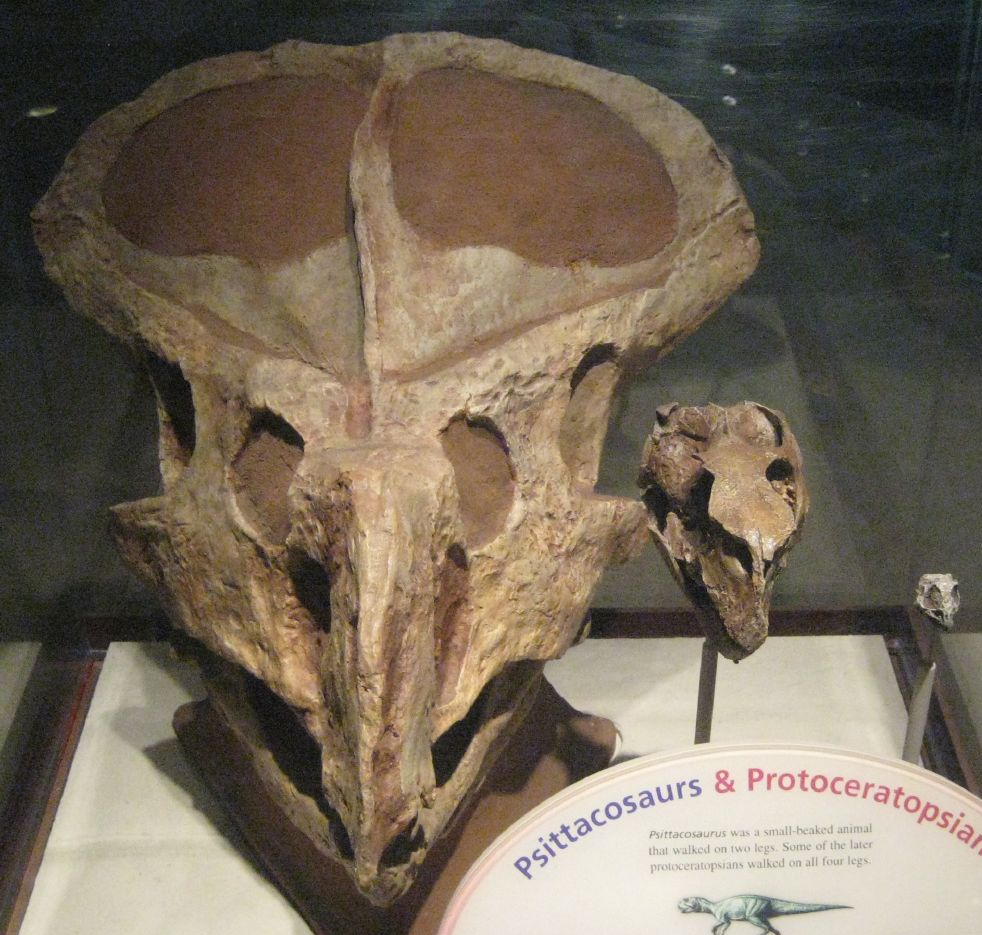
오른쪽은 어린 바가케라톱스의 두개골 캐스트로 원시적 각룡류의 두개골 두 개와 나란히 전시되어 있다.

바가케라톱스는 다섯 개의 완전한 두개골과 두 개의 부분적으로 보존된 두개골로부터 알려졌는데 가장 큰 것의 길이가 17 cm 다. 두개골은 바가케라톱스 생애의 전 시기에 걸쳐있는데 가장 작은 것의 길이는 4.7 cm 에 불과하며 성장 과정은 상대적으로 잘 알려져 있다. 어린 바가케라톱스의 두개골은 골프공 정도의 크기이다. 두개골을 제외한 부분의 화석은 아주 불완전하게 보존된 것만 소수 알려져 있다.
어린 바가케라톱스의 표본은 처음에 프로토케라톱스 코즐로우스키(Protoceratops kozlowskii) 로 명명되었다가 1990년에 쿠르자노프가 브레비케라톱스 코즐로우스키(Breviceratops kozlowskii)로 재명명했으나 지금은 어린 바가케라톱스로 간주되고 있다. 폴 세레노는 2000년에 어린 형태인 브레비케라톱스가 다 자라면 바가케라톱스가 되는 것으로 본다고 설명했다.
모식종이며 유일한 종은 B. rozhdestvenskyi 로 러시아 고생물학자 아나톨리 콘스탄티노비치 로즈데느스벤스키를 기리기 위해 명명되었다.

## 분류
바가케라톱스는 백악기에 북아메리카와 아시아에서 번성했던 앵무새 같은 부리를 가진 초식성 공룡 그룹인 각룡류에 속한다. 6600만년 전에 백악기가 끝나면서 각룡류들은 모두 멸종했다.

## 식성
바가케라톱스는 다른 각룡류와 마찬가지로 초식성이었을 것이다. 백악기동안 속씨식물은 "지리적으로 제한된 지역에만 분포"하고 있었기 때문에 이들 공룡은 당시에 번성했던 식물인 양치류, 소철류, 그리고 침엽수등을 먹었던 것으로 보인다. 날카로운 부리를 가지고 잎을 뜯어먹었을 것이다.

## 참고 문헌
- Maryańska, T and H. Osmólska (1975). "Protoceratopsidae (Dinosauria) of Asia." Palaeontologia Polonica 33 (1975): 133-181.

1. ↑  이,한,박, 용규,상호,지은. 《공룡대백과》. 웅진주니어.
2. 1 2 3 4 5 6 7 8 9  "Bagaceratops." In: Dodson, Peter & Britt, Brooks & Carpenter, Kenneth & Forster, Catherine A. & Gillette, David D. & Norell, Mark A. & Olshevsky, George & Parrish, J. Michael & Weishampel, David B. The Age of Dinosaurs. Publications International, LTD. p. 132. ISBN 0-7853-0443-6.